# Pauschale Beihilfe
Bei der Pauschalen Beihilfe (Hamburger Modell) werden monatlich 50 % der Krankenkassenbeiträge vom Dienstherr übernommen. So erhalten gesetzlich versicherte Beamte von ihrem Dienstherren eine finanzielle Entlastung, äquivalent zum Arbeitgeberanteil der TV-L Beschäftigten.

## Wahlrecht
Mit der Einführung der Pauschalen Beihilfe können versicherungsberechtigte Beamte einmalig wählen, ob sie (a) über die Pauschale Beihilfe in einer gesetzlichen Krankenkasse versichert sein möchten oder ob sie (b) über die Individuelle Beihilfe einer privaten Krankenkasse beitreten.
Ein späterer Wechsel von der Pauschalen Beihilfe zur Individuellen Beihilfe wird vom Dienstherr ausgeschlossen.

## Finanzielle Entlastung
Ohne Pauschale Beihilfe müssen gesetzlich versicherte Beamte 100 % der gesetzlichen Krankenkassenbeiträge alleine tragen.
Mit Pauschaler Beihilfe überweist der Dienstherr jeden Monat pauschal 50 % des monatlichen Krankenkassenbeitrags in Form eines steuerfreien Zuschusses auf die Konten der Beamten. Diese zahlen dann den gesamten Betrag an ihre Krankenkasse. Somit beteiligt sich der Dienstherr indirekt mit der Hälfte der anfallenden Kosten.
Die Beiträge gesetzlicher Krankenkassen steigen prozentual zum Bruttoeinkommen bis zur Beitragsbemessungsgrenze. Diese wird jedes Jahr neu festgelegt. Daraus lassen sich die maximalen monatlichen Kosten für gesetzlich versicherte Beamte mit und ohne Pauschale Beihilfe jährlich neu berechnen. Dabei gilt zu beachten, dass jede Krankenkasse einen individuellen Zusatzbeitragssatz hinzurechnet, welcher in folgender Tabelle nur durch einen durchschnittlich berechneten Satz berücksichtigt wird.
|                                                  | 2024      | 2025      |
| Monatliche Beitragsbemessungsgrenze              | 5175,00 € | 5512,50 € |
| Ermäßigter Beitragssatz Ohne Krankengeldanspruch | 14,00 %   | 14,00 %   |
| Durchschnittlicher Zusatzbeitragssatz            | 1,7 %     | 2,5 %     |
| Maximale Kosten im Monat Ohne Pauschale Beihilfe | 812,48 €  | 909,56 €  |
| Maximale Kosten im Monat Mit Pauschaler Beihilfe | 406,24 €  | 454,78 €  |

Das Land Sachsen beschränkt die Pauschale Beihilfe auf den Besoldungsanteil des Bruttoeinkommens. Alle anderen Bundesländer, die pauschale Beihilfe anbieten, leisten Beihilfe auf den Anteil aller Bruttoeinnahmen, also auch auf Zusatzeinkommen wie Miet- oder Zinseinnahmen.

## Status der Einführung

### Bund
Die Pauschale Beihilfe wurde bislang nicht auf Bundesebene eingeführt. Der Deutsche Bundestag hat der Bundesregierung in der 20. Legislaturperiode eine Petition zur Erwägung überwiesen, in der die Übernahme des Arbeitgeberanteils durch den Bund für freiwillig in der gesetzlichen Krankenversicherung versicherte Beamte gefordert wird.

### Bundesländer
Die Pauschale Beihilfe wurde bereits in vielen Bundesländern eingeführt.
Hier eine Tabelle der Bundesländer mit dem jeweiligen Status der Einführung und entsprechenden Verweisen:
| Bundesland             | Status                                      | Verweise          |
| ---------------------- | ------------------------------------------- | ----------------- |
| Hamburg                | Eingeführt                                  | Antrag Merkblatt  |
| Berlin                 | Eingeführt                                  | Antrag            |
| Bremen                 | Eingeführt                                  | Antrag            |
| Sachsen                | Eingeführt                                  | Antrag Merkblatt  |
| Thüringen              | Eingeführt                                  | Antrag Merkblatt  |
| Brandenburg            | Eingeführt                                  | Antrag Merkblatt  |
| Niedersachsen          | Eingeführt                                  | Antrag Merkblatt  |
| Baden-Württemberg      | Eingeführt                                  | Antrag Merkblatt  |
| Schleswig-Holstein     | Eingeführt                                  | Antrag Merkblatt  |
| Nordrhein-Westfalen    | Einführung in Koalitionsvertrag beschlossen | Koalitionsvertrag |
| Mecklenburg-Vorpommern | Einführung in Koalitionsvertrag beschlossen | Koalitionsvertrag |
| Saarland               | Einführung geplant                          | Stellungnahme     |
| Sachsen-Anhalt         | Einführung geplant                          | Stellungnahme     |
| Hessen                 | Nicht eingeführt                            | Stellungnahme     |
| Rheinland-Pfalz        | Nicht eingeführt                            | Stellungnahme     |
| Bayern                 | Nicht eingeführt                            |                   |

## Sonderregelungen und -Modelle

### Einführung für Spezialgruppen
Schleswig-Holstein bietet aktuell die Pauschale Beihilfe nur Spezialgruppen an. Hierzu zählen Menschen, die (a) zum Zeitpunkt der Antragstellung nicht in die private Krankenversicherung wechseln können, die (b) zum Zeitpunkt der Antragstellung einen finanziellen Nachteil beim Abschluss einer privaten Krankenversicherung hätten, die (c) zum Land Schleswig-Holstein versetzt wurden und beim alten Dienstherrn eine entsprechende Leistung erhalten haben und die (d) am 30. November 2023 bereits freiwillig in der gesetzlichen Krankenversicherung versichert waren. Auch können (e) neu verbeamtete, sprich Beamte auf Zeit oder auf Widerruf, die Pauschale Beihilfe beantragen.

### Sachleistungsbeihilfe
Hessen hat als einziges Bundesland die sogenannte Sachleistungsbeihilfe. Durch sie erhalten gesetzlich versicherte Beamte nicht pauschal, sondern nur „Im günstigsten Fall“ 50 % ihrer Krankenkassenbeiträge vom Dienstherr zurück. Dieser Fall tritt nur dann ein, wenn die jährlichen Kosten der in Anspruch genommenen Leistungen bei der gesetzlichen Krankenkasse (z. B. Arztbesuche, Medikamentzuschüsse usw.) die jährlich gezahlten Krankenkassenbeiträge erreichen oder übersteigen. Die Nachweise über die in Anspruch genommenen Leistungen müssen dazu über ein Formular mit Belegen jährlich bei der Beihilfestelle eingereicht werden.
Im derzeit gültigen hessischen Koalitionsvertrag wurde vereinbart, dass die Sachleistungsbeihilfe evaluiert werden soll, da sich die SPD in den Koalitionsverhandlungen für die Einführung der Pauschalen Beihilfe einsetzte.